# Cyklistika na letních olympijských hrách
Cyklistika na letních olympijských hrách patří k soutěžím, které se konají na každých letních olympijských hrách již od zrodu moderního olympijského hnutí. Na Letních olympijských hrách v roce 1896 se konal silniční závod a pět závodů na dráze. Závody horských kol vstoupily do olympijského programu na olympijských hrách 1986 v Atlantě, následovaly závody BMX v roce 2008.
Na Letních olympijských hrách v roce 1984 v Los Angeles byly do olympijského programu zařazeny silniční závody žen. Závody na ženské dráze byly přidány v roce 1988.
Letní olympijské hry 2012 v Londýně byly první, na které muži a ženy soutěžili ve stejném počtu závodů ve všech cyklistických disciplínách. Ženy však mají některé závody na kratší vzdálenosti.

## Seznamy medailistů - muži

### Silniční cyklistika
- Silniční závod jednotlivců
- Časovka jednotlivců

### Dráhová cyklistika
- Současné disciplíny
- Keirin
- Omnium
- Stíhací závod (družstva)
- Sprint (jednotlivci)
- Sprint (družstva)
  - Bývalé disciplíny
- Rané olympiády (1896–1908)
- Stíhací závod (jednotlivci)
- 50 km
- Madison
- Bodovací závod
- Tandem
- 1000 m s pevným startem

### Horská kola
- Horská kola

### BMX
- BMX

## Seznamy medailistek - ženy

### Silniční cyklistika
- Silniční závod jednotlivců
- Časovka jednotlivců

### Dráhová cyklistika
- Současné disciplíny
- Keirin
- Omnium
- Sprint (jednotlivkyně)
- Sprint (družstva)
- Stíhací závod (družstva)
  - Bývalé disciplíny
- Stíhací závod (jednotlivkyně)
- Bodovací závod
- 500 m s pevným startem

### Horská kola
- Horská kola

### BMX
- BMX

## Československá a česká stopa v cyklistice
| Pořadí | Olympionik                       | Zlato    | Stříbro       | Bronz    | Celkem |
| ------ | -------------------------------- | -------- | ------------- | -------- | ------ |
| 1.     | Jaroslav Kulhavý (cross country) | LOH 2012 | LOH 2016      | 0        | 2      |
| 2.     | Jiří Daler (dráhová)             | LOH 1964 | 0             | 0        | 1      |
| 3.     | Anton Tkáč (dráhová)             | LOH 1976 | 0             | 0        | 1      |
| 4.     | Ladislav Fouček (dráhová)        | 0        | LOH 1956 (2x) | 0        | 2      |
| 5.     | Václav Machek (dráhová)          | 0        | LOH 1956      | 0        | 1      |
| 6.     | Martin Penc (dráhová)            | 0        | 0             | LOH 1980 | 1      |
| 7.     | Jiří Pokorný (dráhová)           | 0        | 0             | LOH 1980 | 1      |
| 8.     | Igor Sláma (dráhová)             | 0        | 0             | LOH 1980 | 1      |
| 9.     | Theodor Černý (dráhová)          | 0        | 0             | LOH 1980 | 1      |
| 10.    | Michal Klasa (silniční)          | 0        | 0             | LOH 1980 | 1      |
| 11.    | Vlastibor Konečný (silniční)     | 0        | 0             | LOH 1980 | 1      |
| 12.    | Alipi Kostadinov (silniční)      | 0        | 0             | LOH 1980 | 1      |
| 13.    | Jiří Škoda (silniční)            | 0        | 0             | LOH 1980 | 1      |
| Celkem | Celkem                           | 3        | 4             | 8        | 15     |